# All Is Full of Love
All Is Full Of Love – utwór islandzkiej piosenkarki Björk z jej czwartego, studyjnego albumu Homogenic. Został wydany jako piąty i ostatni singel promujący album.
Oryginalna wersja utworu została wykorzystana jako ścieżka dźwiękowa do filmu Stygmaty.

## Wydanie
Muzyka do utworu inspirowana jest odgłosami wydawanymi przez maszyny. Elektronicznym dźwiękom towarzyszą instrumenty orkiestrowe oraz partie klawikordu w wykonaniu Guya Sigswortha. Björk w napisanym przez siebie tekście piosenki zaznaczyła, że prawdziwa miłość jest wokół nas, choć czasem nie zostaje dostrzegana.
W 1998 piosenka została wydana na płycie z remiksami niemieckiej grupy Funkstörung. Latem 1999 utwór wydano jako pełny singel Björk, do którego nagrano teledysk. Singel był jednym z pierwszych w historii wydanych w nowym formacie DVD, w celu zwiększenia ekspozycji teledysku.

## Wersje
Wersja piosenki wykorzystana w teledysku jest w rzeczywiści oryginalną wersją utworu, podczas gdy wersja na albumie jest remiksem szkockiego producenta Howiego B.

## Teledysk
Teledysk wyreżyserował Chris Cunningham. W pierwszej scenie klipu Björk wcielająca się w postać robota leży na białej platformie w centrum sterylnej sali. Robot ten jest montowany lub naprawiany przez mechaniczne ramiona, dlatego miejsce to wydaje się być kliniką dla mechanicznych urządzeń.
Jeszcze przed zakończeniem montażu, robot spotyka kolejnego robota, będącego również płci żeńskiej, z którym zaczyna się całować i dotykać.
Teledysk zdobył wiele nagród, w tym dwie MTV Video Music Awards za przełomowy film i najlepsze efekty specjalne. Był także nominowany do nagrody Grammy w kategorii Best Short Form Music Video (przegrał z klipem do piosenki "Korn's Freak on a Leash"). Jest prezentowany na stałej wystawie w Museum of Modern Art w Nowym Jorku. Wideoklip wywalczył pierwsze miejsce na liście MTV2 stu najlepszych teledysków w historii ("MTV2's 100 Best Videos Ever").

## Lista ścieżek

### EU CD
1. "All Is Full of Love" (Radio Mix) - 04:50
2. "All Is Full of Love" (Radio Strings Mix) - 04:46
3. "All Is Full of Love" (Guy Sigsworth mix) - 04:22
4. "All Is Full of Love" (Funkstörung Exclusive mix) - 04:36
5. "All Is Full of Love" (Plaid mix) - 04:15

### US CD
1. "All Is Full of Love" (Video Version) - 04:50
2. "All Is Full of Love" (Funkstörung Exclusive mix) - 04:36
3. "All Is Full of Love" (Strings) - 04:46
4. "All Is Full of Love" (Album Version) - 04:32
5. "All Is Full of Love" (Plaid mix) - 04:15
6. "All Is Full of Love" (Guy Sigsworth mix) - 04:22

### UK CD1
1. "All Is Full of Love" - 04:50
2. "All Is Full of Love" (Funkstörung Exclusive mix) - 04:36
3. "All Is Full of Love" (Strings) - 04:46

### UK CD2
1. "All Is Full of Love" (Album version) - 04:32
2. "All Is Full of Love" (Plaid mix) - 04:15
3. "All Is Full of Love" (Guy Sigsworth mix) - 04:22

### UK DVD
1. "All Is Full of Love" (Video edit) - 04:50
2. "All Is Full of Love" (Funkstörung Exclusive mix) (audio) - 04:36
3. "All Is Full of Love" (Strings) (audio) - 04:46

### 12" vinyl record 1
1. "All Is Full of Love" (μ-ziq 7 minute mix) - 03:51
2. "All Is Full of Love" (μ-ziq 1 minute mix) - 01:05
3. "All Is Full of Love" (Funkstörung Exclusive mix) - 04:36

### 12" vinyl record 2
1. "All Is Full of Love" (Plaid remix) - 04:15
2. "All Is Full of Love" (Guy Sigsworth mix) - 04:22

### Funkstörung 1998 limitowana wydanie CD
1. "All Is Full of Love" (In Love With Funkstörung Mix) - 05:29
2. "This Shit" (Performed by Funkstörung) - 05:01
3. "All Is Full of Love" (Secondotted By Funkstörung) - 04:37

### Funkstörung 1998 12" winylowe nagranie
1. "All Is Full of Love" (In Love With Funkstörung Mix) - 05:29
2. "This Shit" (Performed by Funkstörung) - 05:01

## Remiksy
- All Is Full of Lies mix
- Choice mix
- Funkstörung Exclusive mix
- Guy Sigsworth mix
- Hip-hop Love Songs Medley (Kid Koala)
- In Love With Funkstörung
- µ-ziq 1 minute mix
- µ-ziq 7 minute mix
- Plaid mix
- Secondotted by Funkstörung
- Strings/Mark Stent & Marius Defries with added strings
- Video version/Mark Stent & Marius Defries radio mix
- Chris.Su Drum & Bass Remix